# Kostel svatého Michaela (Vídeň)
Kostel svatého Michaela Archanděla ve Vídni je římskokatolický farní kostel zasvěcený sv. Michaelu na náměstí Michaelerplatz v 1. vídeňském obvodu, v širším areálu Hofburgu. 
V letech 1219 až 1221 jej založil rakouský vévoda Leopold VI. Babenberský. Během 2. čtvrtiny 13. století byl postaven a sloužil jako jeden ze tří nejstarších farních chrámů ve Vídni. Vedle Svatoštěpánského kostela a klášterního kostela Skotů je nejstarším kostelem ve Vídni a jednou z mála dochovaných románských staveb ve městě. Zčásti byl přestavěn v barokním a posléze i klasicistním stylu. Od roku 1923 je pod správou společnosti rakouských salvatoriánů.
Návštěvníkům je známý jednak jako variantní dvorní kostel Habsburků v areálu Hofburgu, a dále svou kryptou, v níž se díky příznivým klimatickým podmínkám a větrání dochovaly některé mumifikované ostatky pohřbených.

## Dějiny
Při archeologických průzkumech kolem kostela byly ale nalezeny zbytky římské villy ze 2. století našeho letopočtu. Z 11. století pocházejí zbytky zdiva, které hypoteticky mohlo patřit k předchůdci stojícího kostela (podle Oettingera a Kieslingera). Současný kostel svatého Michaela archanděla byl postaven kolem roku 1220 a poškozen požáry v letech 1275, 1319 a 1327.
Podle jedné listiny farnost založil rakouský vévoda Leopold VI. Babenberský v roce 1221. Tato listina je však padělkem ze 14. století. Původní architektonický styl kostela sv. Michala byl pozdně románský (svědčí o něm  zazděný románský vchod) s prvky rané gotiky.
První spolehlivou písemnou zmínku o kostele z roku 1267 podal kněz jménem „Gerhard z Transylvánie“. Kostel byl tehdy filiálním kostelem ke kostelu svatého Štěpána. Byl sídlem samostatné městské farnosti, nepodřízené žádnému církevnímu řádu.  Byl vydržován a placen městem, stejně jako jeho farář. Vedle augustiniánského kostela sloužil dlouhou dobu jako druhý dvorní farní kostel habsburských císařů a svůj status ztratil až v roce 1784.
Stavba byla od počátku plánována jako trojlodní bazilika v pozdně románském slohu. Stavba probíhala souběžně s rozšiřováním městských hradeb, tedy po roce 1200 a skončila ve druhé čtvrtině 13. století. Ve střední lodi kostela se dochovaly románské slohové prvky, sloupy mají pozdně románské hlavice zdobené složitými rostlinnými motivy z doby kolem roku 1220 (hlavně vinné listy). Chronologicky je následují sloupy s kalichovými hlavicemi a později sloupy s listovými hlavicemi. Kostel měl první románský chór; ochoz chóru byl tehdy zděný a zvenku nebyl omítnutý. V 15. století byl románský chór nahrazen nynějším gotickým chórem. Loď byla postavena ve 2. polovině 13. století a dochovala se v původní podobě. Klenbu střední lodi, která byla postavena po velkém požáru v roce 1276, lze přesně datovat. V roce 1350 byla v chóru levé lodi vystavěna dodnes zachovaná křížová kaple. V roce 1416 dal hlavní chór rozšířit vévoda Albrecht V. Klenby chórů byly podstatně přestavěny po požáru města v roce 1327.
Na konci 15. století byly románské okenní záklenky nahrazeny velkými gotickými okny. Dochoval se také zrestaurovaný zvon z roku 1525, který přežil všechny války. Odlil jej vídeňský zvonař Laszlo Raczko. Stejně jako věž byl poškozen při jednom z četných zemětřesení a byl obnoven po zničení věže v roce 1590. Schodiště tří točitých schodišť v nové věži je z kamene dovezeného z císařského lomu v Leithabergu.

## Architektura a vnitřní vybavení
Z poloviny 14. století pochází (částečně přestavěný) vítězný oblouk mezi příčnou lodí a chórem, na kterém je vyobrazen Armagedon s Ježíšem a s jeho učedníky. 

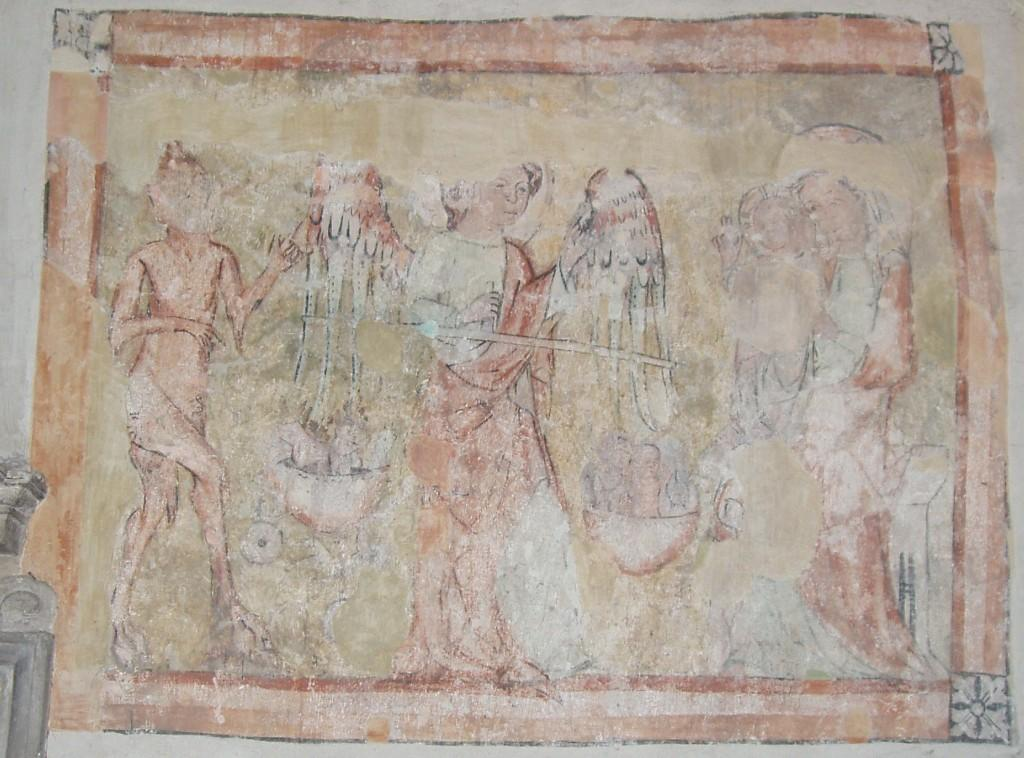
Freska s Michaelem archandělem, vážícím duše

 Ve věžní kapli s křížovou klenbou ze 13. století jsou nástěnné malby z doby kolem roku 1300 a kolem roku 1325. Vstup do věžní kaple má výzdobu štítu datovanou rokem 1643. Vpravo od portálu je gotická nástěnná malba z doby kolem 1350, zobrazuje archaněla Michaela, jak váží hříšné a ctnostné duše, mezi Pannou Marií s dítětem (v roli přímluvce za lidstvo) a Satanem (jako žalobcem).
Kaple sv. Kříže (dříve: sv. Mikuláše) z doby kolem roku 1350 se dochovala v nezměněné podobě chóru jižní boční lodi. Visí v ní krucifix z doby kolem roku 1510, který je připisován vídeňské dílně Hanse Schlaise. Další kaple byla postavena kolem roku 1630 jako pohřební pro hraběcí rodinu Cavriani, všechny ostatní kaple jsou gotického původu, ale byly barokně upraveny.
Kostel byl v interiéru upraven barokně a později ještě v klasicismu. Například hlavní portál navrhl a postavil Lorenzo Mattielli v roce 1724. Západní průčelí bylo postaveno v klasicistním stylu v roce 1792 podle návrhů Ernsta Kocha.

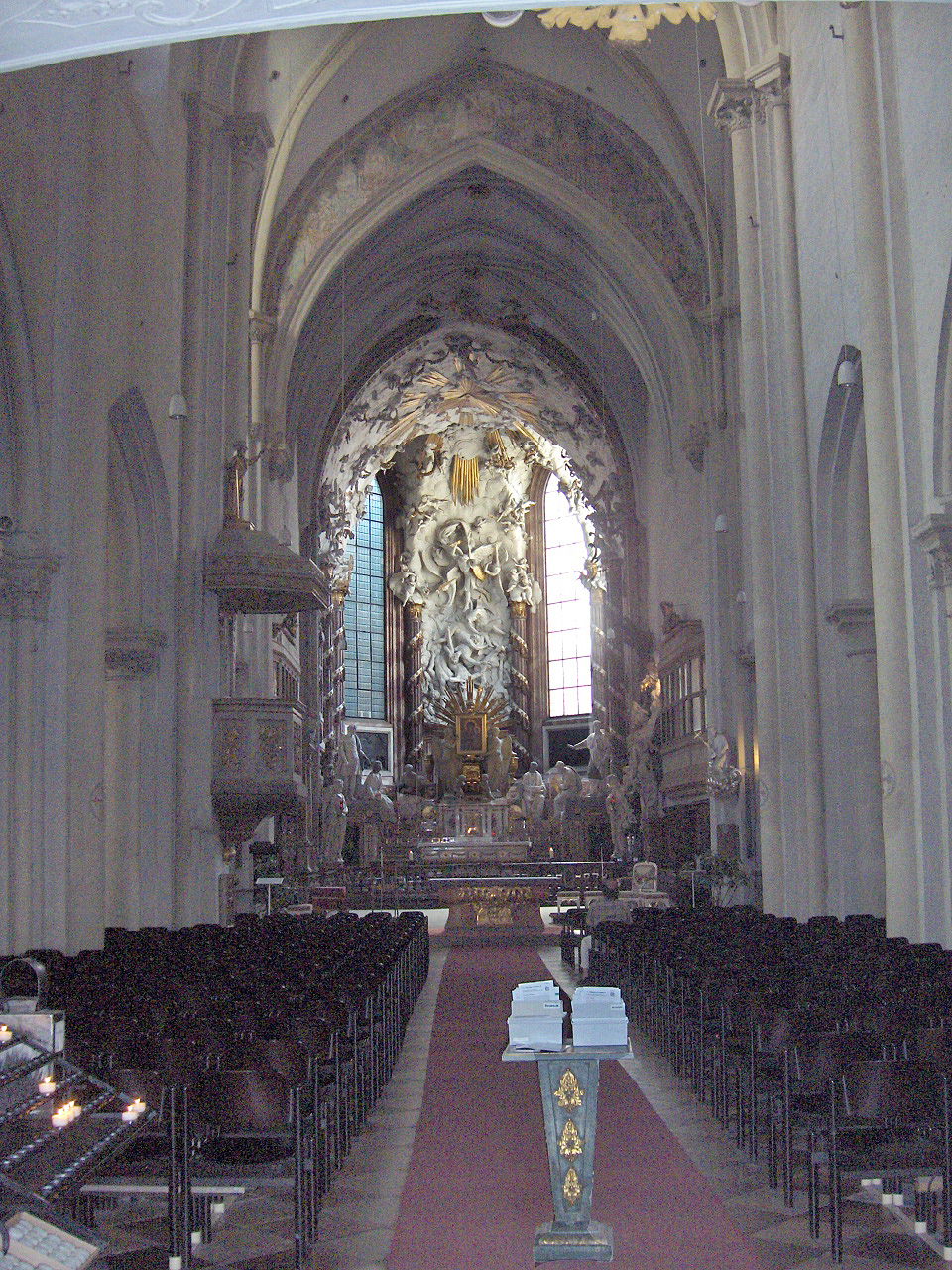
Hlavní loď kostela

### Hlavní oltář a chór
Gotický chór byl barokně upraven v letech 1781/1782 podle návrhu Jeana Baptista d'Avrange. Čtyři sochy evangelistů na hlavním oltáři jsou dílem Johanna Martina Fischera. Sochy sv. Rocha (vpravo) a sv. Šebestiána (vlevo) se dvěma putty a čtyřmi anděly vytvořil Philipp Jakob Prokop. Nad svatostánkem je uctíván jako zázračný obraz «Panny Marie z Candie», italo-byzantská ikona ze 16. století; byla sem přenesena z kostela sv. Mikuláše v Candii (dnešní Heraklion). Sochař Karl Georg Merville navrhl monumentální štukový reliéf Pád anděla na hlavním oltáři, který vytesal Stefan Gabriel Steinböck. Bronzová dekorace svatostánku a sloupů na hlavním oltáři pochází od Benedikta Henriciho, který také vytvořil také zlacený reliéf s Beránkem Božím. Střídají se na něm bledé odstíny mramoru s bílým kararským mramorem. Kamenosochařské práce provedl opět Stefan Gabriel Steinböck.

### Náhrobky a epitafy
V kostele je přes 100 náhrobků či epitafů, neboť kostel byl spolu se Svatoštěpánským dómem nejvýznamnějším pohřebním kostelem ve Vídni. Nejstarší dosud nalezený náhrobek s tesaným erbem patří jakemusi Gotfridovi († 1341).

### Varhany a Mozartovo Rekviem

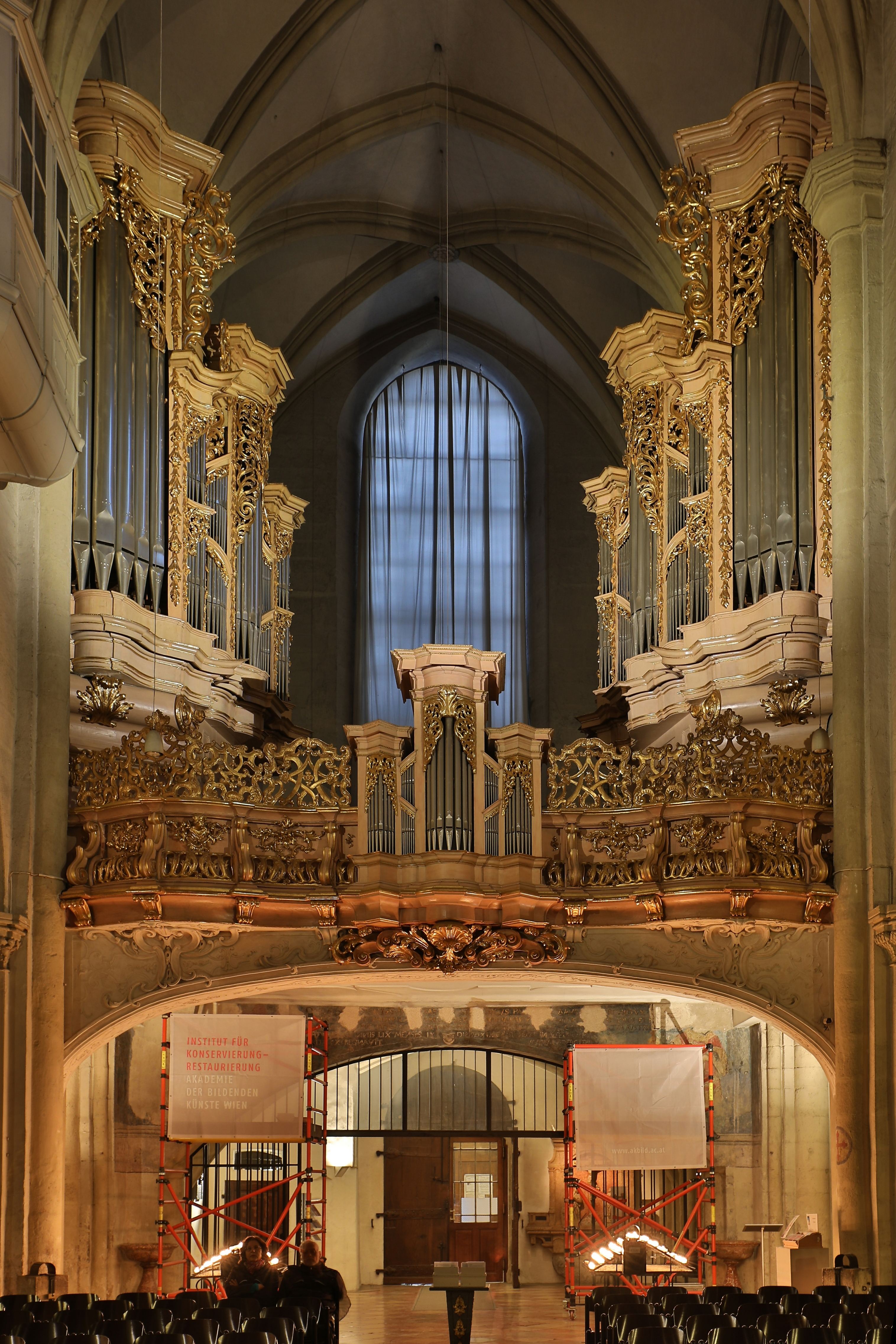
Varhany a kruchta

Kostel má významné varhany, které postavil Johann David Sieber a poprvé byly užity za přítomnosti císaře Karla VI. roku 1714. Jsou památné také tím, že se na ně 10. prosince 1791 hrálo rekviem k pohřbu Wolfganga Amadea Mozarta, pravděpodobně první věta nebo dvě věty, protože Mozart více nedokončil. Vzpomínkovou bohoslužbu v kostele věnoval Emanuel Schikaneder a zaplatil za ni vysokou cenu 26 zlatých a 35 krejcarů. Pro srovnání honosná dřevěná rakev stála jen 3 až 17 zlatých.

## Farní hřbitov
Hřbitov byl uzavřen v roce 1508 za císaře Maxmiliána I. Nové náhrobky a pamětní kameny však byly až do 18. století umisťovány uvnitř kostela. První kryptu tam dali postavit v roce 1560 Herbersteinové. Méně majetní a chudí byli pohřbíváni na hřbitov v dnešním 7. vídeňském obvodu.
V letech 1626–1923 byl kostel pod správou italského řádu barnabitů. Převzali jej uprostřed třicetileté války. Zahájili velké renovační práce. V roce 1644 došlo mezi kamenickými mistry Ambrosiem Petruzzym a Antoniem Purisolem ke sporu, v němž vídeňská stavební huť dala za pravdu Ambrosiovi Petruzzymu.
Od roku 1660 měli barnabité vlastní hřbitov pro méně majetné a chudé na území dnešního 6. vídeňského obvodu, pro bohaté udržovali katakomby pod kostelem. V roce 1920 opustili Vídeň a správa kostela byla předána řádu Salvatoriánů.